# Selbu
Selbu é uma comuna da Noruega, com 1 235 km² de área e 3 944 habitantes (censo de 2004).         